# Gregorio Zavattari
Pour les autres membres de la famille, voir Zavattari.
Gregorio Zavattari  (actif 1441-1481) est un peintre italien né en Lombardie, qui fut actif au XVe siècle.

## Biographie
Gregorio Zavattari est le membre d'une famille d'artistes italiens, des peintres lombards du gothique international actifs au XVe  et début du  XVIe siècle. 
Gregorio, documenté à Milan et à la Chartreuse de Pavie de 1453 à 1481 est le fils de Franceschino Zavattari et le frère de  Giovanni,  et Ambrogio (documenté à Milan et à Pavie de 1450 à 1481) avec lesquels il travailla à leur chef-d'œuvre, les fresques de la Cappella della Regina Teodolinda du Dôme de Monza (1441-1446), le plus important exemple de cycle pictural de l'époque gothique international tardive lombarde. En effet sa fresque Vierge à l'Enfant (1475) du sanctuaire de Corbetta, signée au pied par Gregorio, permet de confirmer sa participation dans la réalisation de certaines scènes.  
Gregorio avec son père Franceschino et son frère Ambrogio travailla aussi à la Chartreuse de Pavie.
Il réalisa aussi des fresques (perdues)  dans les églises milanaises de San Vincenzo in Prato (1465) et de Santa Margherita (1479).

## Œuvres
- Vierge à l'Enfant (1475), sanctuaire de Corbetta.
- Histoire de la reine Théodelinde (1444), Fresques du cycle (en collaboration avec ses frères et son père), Chapelle du Dôme de Monza.
- Fresques, Chartreuse de Pavie (En collaboration avec son père Franceschino et son frère Ambrogio).
- Fresques (perdues), églises San Vincenzo in Prato (1465) et de Santa Margherita (1479), Milan.